# Gob (musikgrupp)
Gob är en kanadensisk punkrockgrupp från Vancouver, Kanada. Deras sound har tung vikt på krispiga, distade gitarrer. De har spelat in fem album, det senaste är Muerto Vivos vilket betyder Levande död.
Deras låt "I Hear You Calling" finns med i datorspelet NHL 2002. "Oh! Ellin" är med i NHL 2004.

## Medlemmar
Nuvarande medlemmar
- Tom Thacker - ledsång, bakgrundssång, sologitarr, rytmgitarr (1993-idag)
- Theo Goutzinakis - ledsång, bakgrundssång, sologitarr, rytmgitarr (1993-idag)
- Gabe Mantle - trummor, slagverk, bakgrundssång (1998-idag)
- Steven Fairweather - basgitarr, bakgrundssång (2008-idag)

Tidigare medlemmar
- Kelly Macauley - basgitarr, bakgrundssång (1993-1995)
- Jamie Fawkes - basgitarr, bakgrundssång (1995-1996)
- Happy Kreter - basgitarr, bakgrundssång (1996)
- Patrick "Wolfman Pat" Paszana - trummor, slagverk, sång (1993-1998)
- Craig Wood - basgitarr, bakgrundssång (1996-2004)
- Tyson "Peter Pan" Maiko - basgitarr, bakgrundssång (2007-2008)

## Diskografi
Studioalbum
- 1995 - Too Late... No Friends
- 1997 - Ass Seen on TV
- 1998 - How Far Shallow Takes You
- 2001 - World According to Gob
- 2002 - F.U. EP
- 2003 - Foot In Mouth Disease
- 2007 - Muerto Vivos
- 2014 - Apt. 13

EP
- 1994 - Gob
- 1995 - Green Beans and Almonds
- 1997 - Ass Seen on TV
- 2002 - F.U. EP

Singlar
- 2003 - Foot in Mouth Disease Album Sampler
- 2003 - I Hear You Calling